# Юніон (телерадіокомпанія)
«Юніон» — український регіональний телеканал, що мовив на території Донецької області. З 2014 до 2024 року перебував під повним контролем «ДНР».

## Історія телеканалу
Телерадіокомпанія «Юніон» була створена у 2001 році, розпочавши мовлення з міста Макіївки.
Мовивши з Макіївки, «Юніон» поширював свій сигнал, розташовуючись на 25 ТВК, на більшу частину території Донецької області.
За підсумками 2009 року «Юніон» посів 13 місце серед 42 загальнонаціональних каналів, що мовили в Донецькій області.
У 2012 році ТРК «Юніон» став переможцем Національного конкурсу «Благодійна Україна» у номінації «Благодійник: малий бізнес (в тому числі фізична особа — підприємець)».
18 червня 2013 року розпочав тестове мовлення у цифровому наземному ефірі в Донецьку.
28 червня 2013 року розпочав повноцінне ефірне цифрове мовлення в Донецьку на 29 ТВК та в Торезі (Чистякове) на 52 ТВК.
Одночасно з початком мовлення в цифровому ефірі канал остаточно переїхав до Донецька в нову студію, залишивши в Макіївці тільки невеликий корпункт і ефірний аналоговий передавач для мовлення на 25 ТВК.
4 березня 2014 року самопроголошений губернатор Донецької області Павло Губарєв публічно висловив загрозу захоплення телерадіокомпаній Юніон і Донбас.
28 квітня 2014 року сепаратисти захопили донецький телецентр, вимкнувши всі українські загальнонаціональні канали, в тому числі і місцеві донецькі, серед яких - «Юніон».
8 травня 2014 року представники так званої «ДНР» взяли під охорону будівлю телекомпанії, передавши звернення, в якому йдеться про прийняття «Радою Депутатів ДНР» рішення про взяття під повний контроль телекомпанію «Юніон».
25 травня 2014 року до офісу «Юніон» знову увірвалися озброєні люди, вимагаючи поставити в ефір прапор так званої «Донецької народної республіки» і змінити редакційну політику.
7 липня 2014 року редакція телеканалу заявила про хакерську атаку і злом електронних ресурсів посібниками терористів.
У серпні 2014 року телеканал був остаточно захоплений озброєними людьми, членами терористичної організації «ДНР», що призвело до припинення роботи каналу.
З 2025 року передачі телеканалу «Юніон» транслюватимуться на «Першому Республіканському». 31 грудня 2024 року мовлення було припинено.
Юридична особа телеканалу в російських реєстрах була ліквідована 9 січня 2025 року.

## Про телеканал
Телеканал «Юніон» — перший інформаційно-пізнавальний телеканал, що мовив на території Донецької області.
Він висвітлював усі сфери життя Донбасу.
Новинна служба телеканалу надавала мешканцям Донецької області можливість щодня отримувати оперативну, достовірну та якісну інформацію.
Завдяки корпунктам, розташованим у Донецьку, Маріуполі, Слов'янську, Горлівці та Покровську, до інформаційної служби телеканалу «Юніон» оперативно надходили новини та повідомлення про всі події Донецької області.
На телеканалі «Юніон» активно розвивався спортивний напрямок. В ефір постійно виходили 4 телепроєкти, періодично - прямі трансляції з масштабних спортивних змагань.
Також до структури телеканалу «Юніон», у якості окремого проекту, входив інформаційний портал UNION.UA.

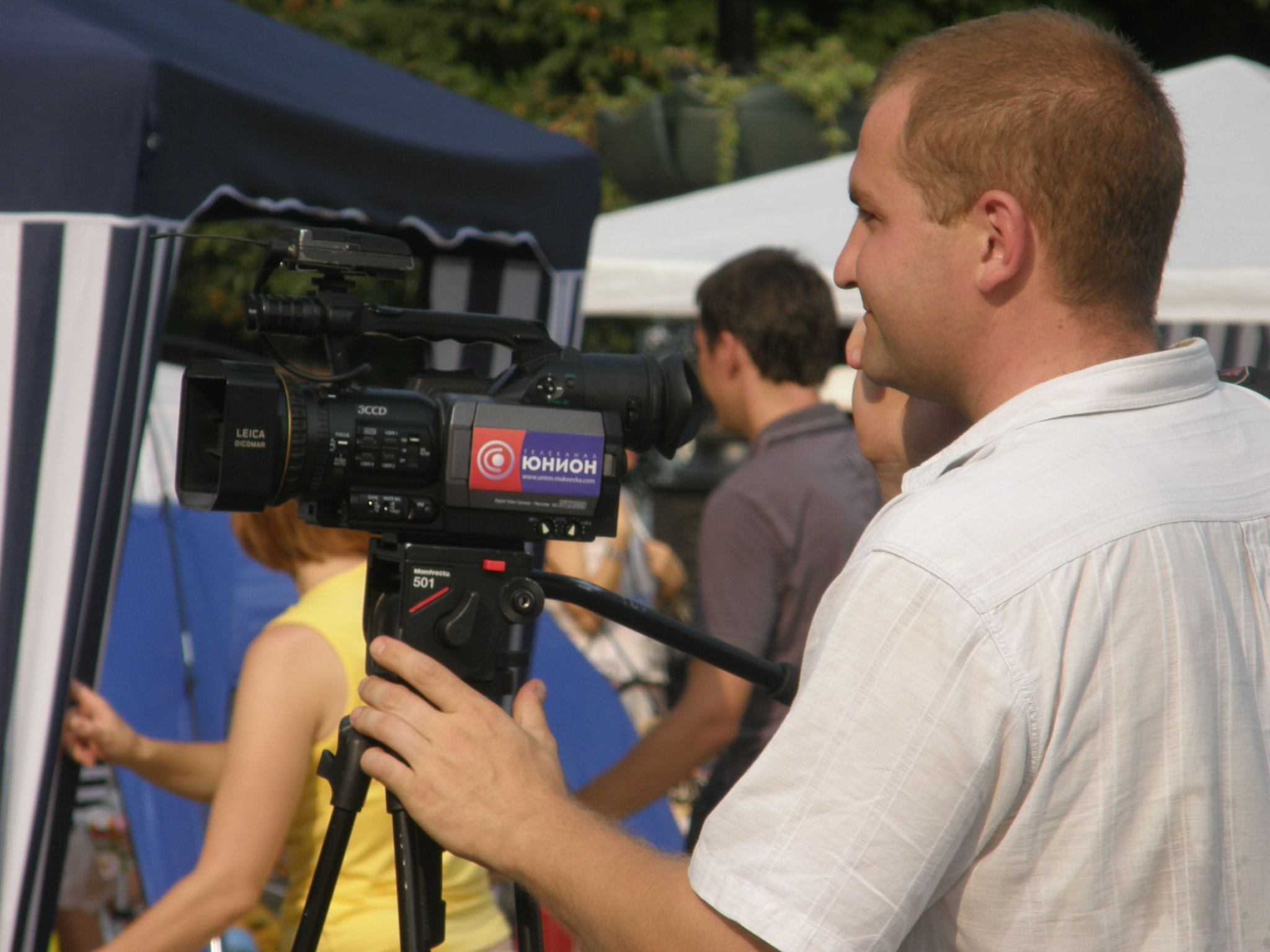
Оператор телеканалу з камерою
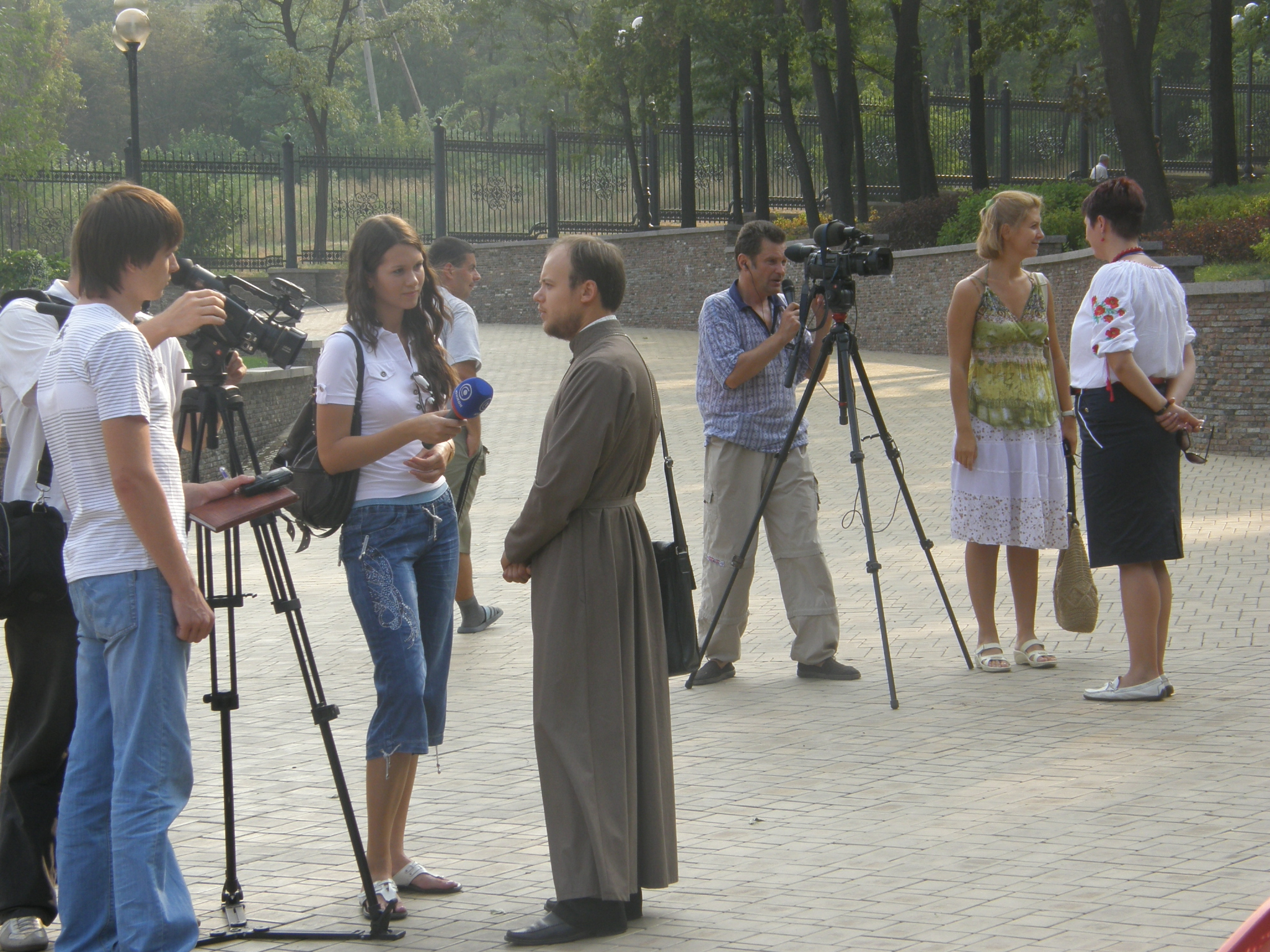
Журналісти телеканалу беруть інтерв'ю в Георгія Гуляєва під час благодійної акції «Водоспад надії», 2010 рік
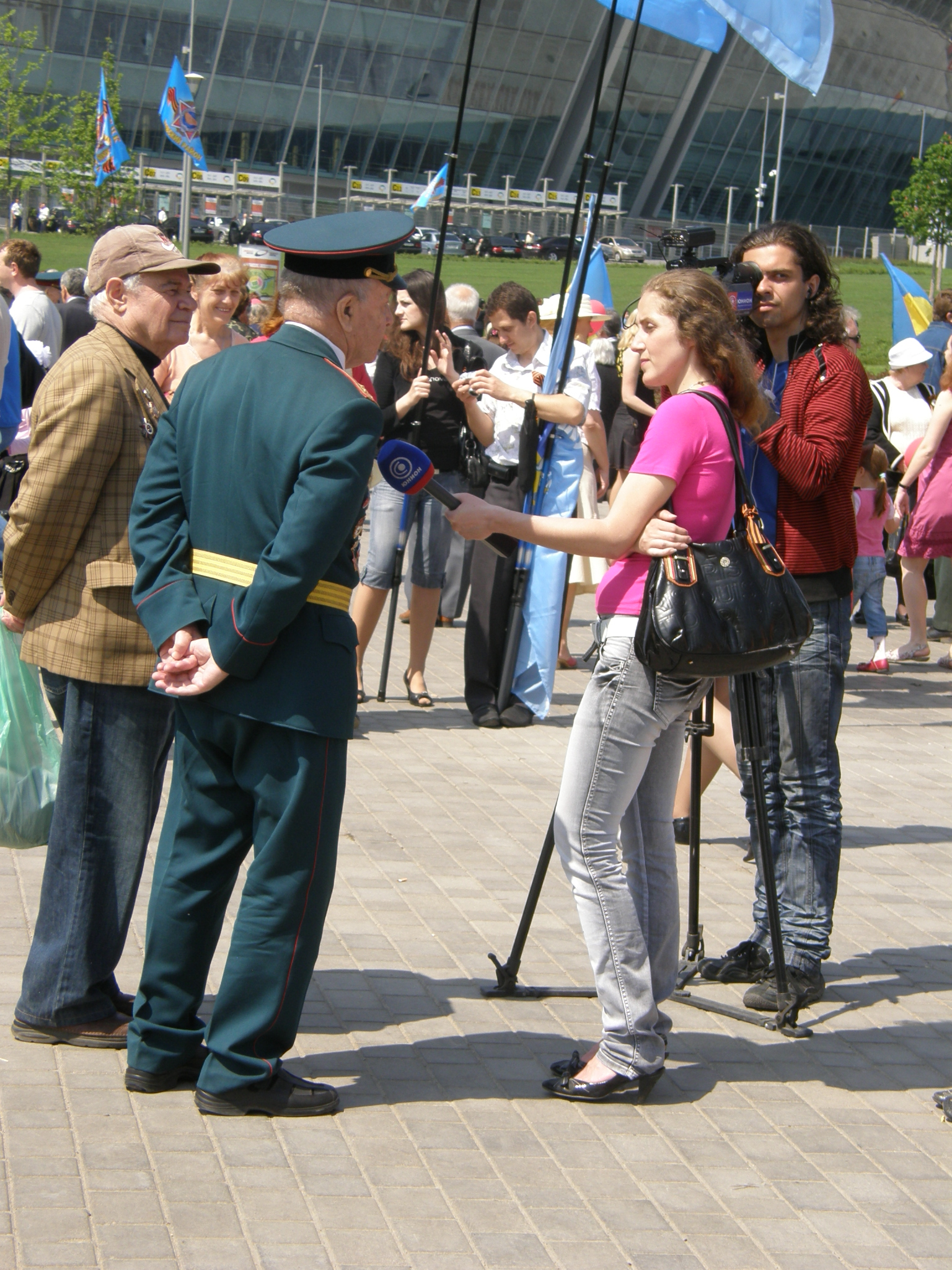
Журналістка телеканалу Оксана Вітер бере інтерв'ю у ветерана в День Перемоги, 2010 рік
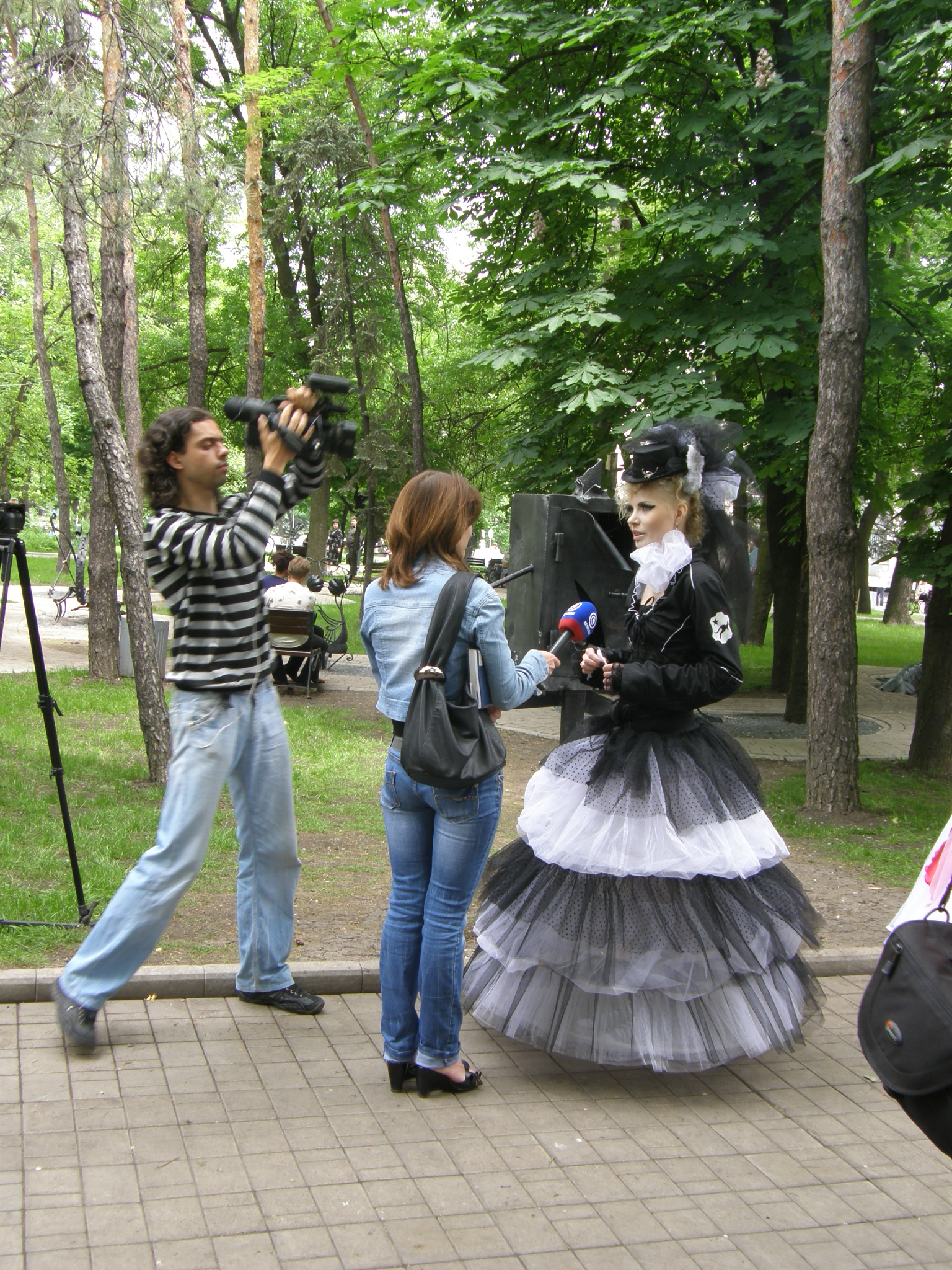
Журналісти телеканалу беруть інтерв'ю в учасниці "Парада наречених", 2010 рік

## Покриття
«Юніон» мав покриття у всіх великих містах області, серед яких Донецьк, Маріуполь, Макіївка, Горлівка, Єнакієве, Авдіївка, Харцизьк, Ясинувата, Іловайськ, Зугрес. Також телеканалом укладено договори з більшістю кабельних операторів області, завдяки чому канал був доступний у важкодоступних населених пунктах регіону.
Потенційна аудиторія телерадіокомпанії — 3 мільйони телеглядачів.
| Місто    | Аудиторія ТРК (чол.) | % аудиторії каналу від усього населення міста | населення |
| -------- | -------------------- | --------------------------------------------- | --------- |
| загалом  | 754 501              | 40                                            | 1 866 000 |
| Донецьк  | 406 536              | 40                                            | 998 000   |
| Макіївка | 227 888              | 58                                            | 390 000   |
| Горлівка | 30 439               | 10                                            | 292 000   |
| Єнакієве | 38 298               | 37                                            | 104 000   |
| Харцизьк | 51 340               | 80                                            | 64 000    |

## Авторські проекти
На телеканалі є 10 авторських проектів. За призначенням усі вони різні, серед них є інформаційно-аналітичні, пізнавальні й розважальні програми, криміналістичні. Найбільший рейтинг має програма новин «Панорама», що виходить щодня в прямому ефірі.

### Панорама
Основна програма новин телеканалу. Служба новин «Юніону» пропонувала телеглядачам інформацію про останні події Донбасу у сфері політики, економіки, культури і спорту. Програма виходила в ефір о 17.30, 19.30 і підбивала підсумок дня о 20.30.

### Місцевий час
Інформаційно-аналітична програма, що виходила щотижня. Ціль програми — підбити підсумки минулого тижня, проаналізувати останні найбільш значимі події в житті регіону. Основний час програми приділяється соціально-економічному життю регіону.

### Віч-на-віч
Ток-шоу з ухилом на соціально-економічні питання регіону. У прямому ефірі по телефону глядачі могли задавати свої питання учасникам програми, збільшуючи інтерес до обговорюваної теми.

### Спорт.DN
Спортивні новини регіону й країни, які виходили щотижня по понеділках. У програмі використаються репортажі зі стадіонів і арен Донецької області, інтерв'ю спортсменів і спортивних функціонерів. Проект має кілька рубрик: «Школа спорту», «Персона» тощо.

### Камера
Єдина криміналістична передача на телеканалі, має один з найвищих рейтингів. У рубриці «Крутий поворот» розповідається про великі ДТП на дорогах області, про правила проходження техогляду, про правила дорожнього руху й про страховку автомобілів. Про вбивства, діяльність злочинних угруповань, крадіжки, розбої та грабежі розповідається в рубриці «Справа №». Найцікавіші частини програми — 2 рубрики «Школа виживання» і «Правила життя». У них приділяється увага самозахисту людини від нападів, крадіжок, пожеж.